# Villamanta
Villamanta es un municipio y localidad española de la Comunidad de Madrid. El término municipal tiene una población de 2823 habitantes (INE 2024).

## Geografía
La localidad está situada a una altitud de 558 m sobre el nivel del mar.
| Noroeste: Villamantilla | Norte: Villanueva de Perales | Noreste: Sevilla la Nueva      |
| Oeste: Aldea del Fresno |                              | Este: Navalcarnero             |
| Suroeste: Méntrida      | Sur: Valmojado               | Sureste: Casarrubios del Monte |

## Historia
Parte de los académicos, entre ellos Armin Stylow, identifican a Villamanta con la Mantua Carpetanorum mencionada por Ptolomeo en su Geografía.
En la iglesia de Santa Catalina, se conservan las reliquias del papa San Dámaso I; además de las de San Dámaso, también conserva las reliquias de Santa Maravillas.
A mediados del siglo XIX el lugar tenía contabilizada una población de 285 habitantes. Aparece descrito en el decimosexto volumen del Diccionario geográfico-estadístico-histórico de España y sus posesiones de Ultramar de Pascual Madoz de la siguiente manera:

VILLAMANTA: v. con ayunt. de la prov. y aud. terr. de Madrid (6 1/2 leg.), part. jud. de Navalcarnero (5/4), c. g. de Castilla la Nueva, dióc. de Toledo(9). sit. en terreno llano, y en algun tanto pantanoso, reinan los vientos E. y O., el clima es templado, y sus enfermedades mas comunes tercianas. Tiene 70 casas inferiores; la del ayunt. con cárcel, un grande edificio, que fue tercia y pósito, bastante deteriorado; escuela de instruccion primaria comun á ambos sexos, dotada con 2,025 rs. y una igl. parr. (Sta. Catalina) con curato de entrada y de provision ordinaria; en los afueras se encuentra una ermita, Ntra. Sra. del Socorro, ayuda de parr.; y el cementerio, bien situado: los vec. se surten de aguas para sus usos de las de una fuente que hay en el pueblo; y de otras varias esparcidas por el térm.; este confina N. Villamantilla y Villanueva; E. Navalcarnero; S. Valmojado y Méntrida, y O. Aldea del Fresno: se estiende 1 leg. de N. á S., é igual distancia de á O., y comprende estensos montes muy poblados: algunas huertas; bastante viñedo y diferentes olivares: le cruzan varios arroyuelos, entre ellos uno de bastante consideracion, llamado Grande, que pasa inmediato á la pobl. El terreno es de buena calidad, especialmente para plantíos. caminos: los locales y malos. El correo se recibe en su estafeta, de la adm. de Navalcarnero, por el conductor de la hijuela de San Martin de Valdeiglesias. prod.: trigo, cebada, centeno, algarrobas, avena, patatas, vino, aceite, toda clase de legumbres, hortalizas y algunas frutas: mantiene ganado vacuno, mular, caballar y de cerda, y cria caza de liebres, conejos y perdices; con abundancia de lobos y zorras, y algunos gamos, venados, corzos y jabalíes. pobl.: 65 vec., 285 alm. cap. prod.: 2.398,433 rs. imp.: 89,907. contr. :9'65 por 100. El presupuesto municipal asciende á 14 ó 16,000 que se cubren con el producto de propios.
(Madoz, 1850, pp. 179-180)

## Demografía
Cuenta con una población de 2823 habitantes (INE 2024).

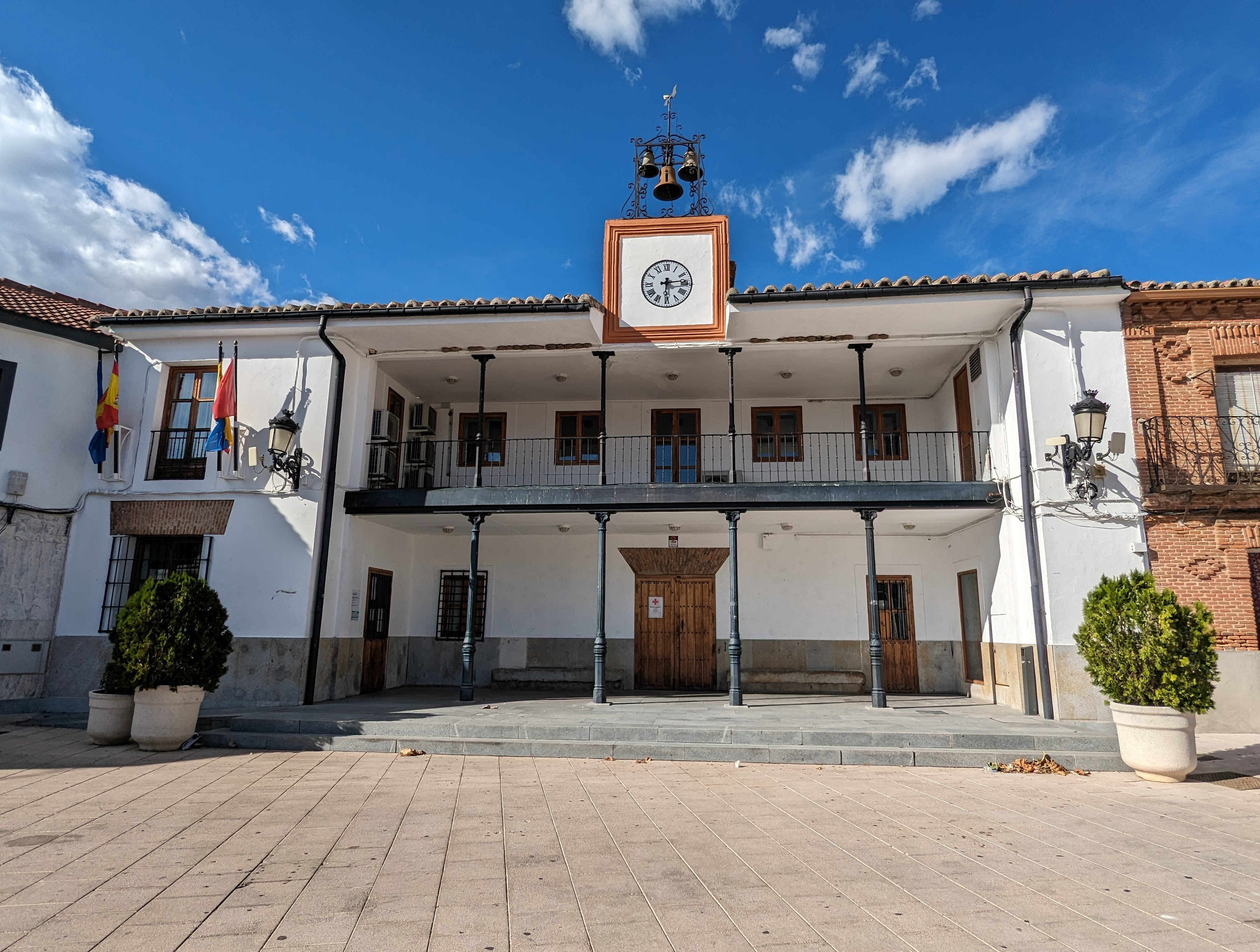
Casa consistorial

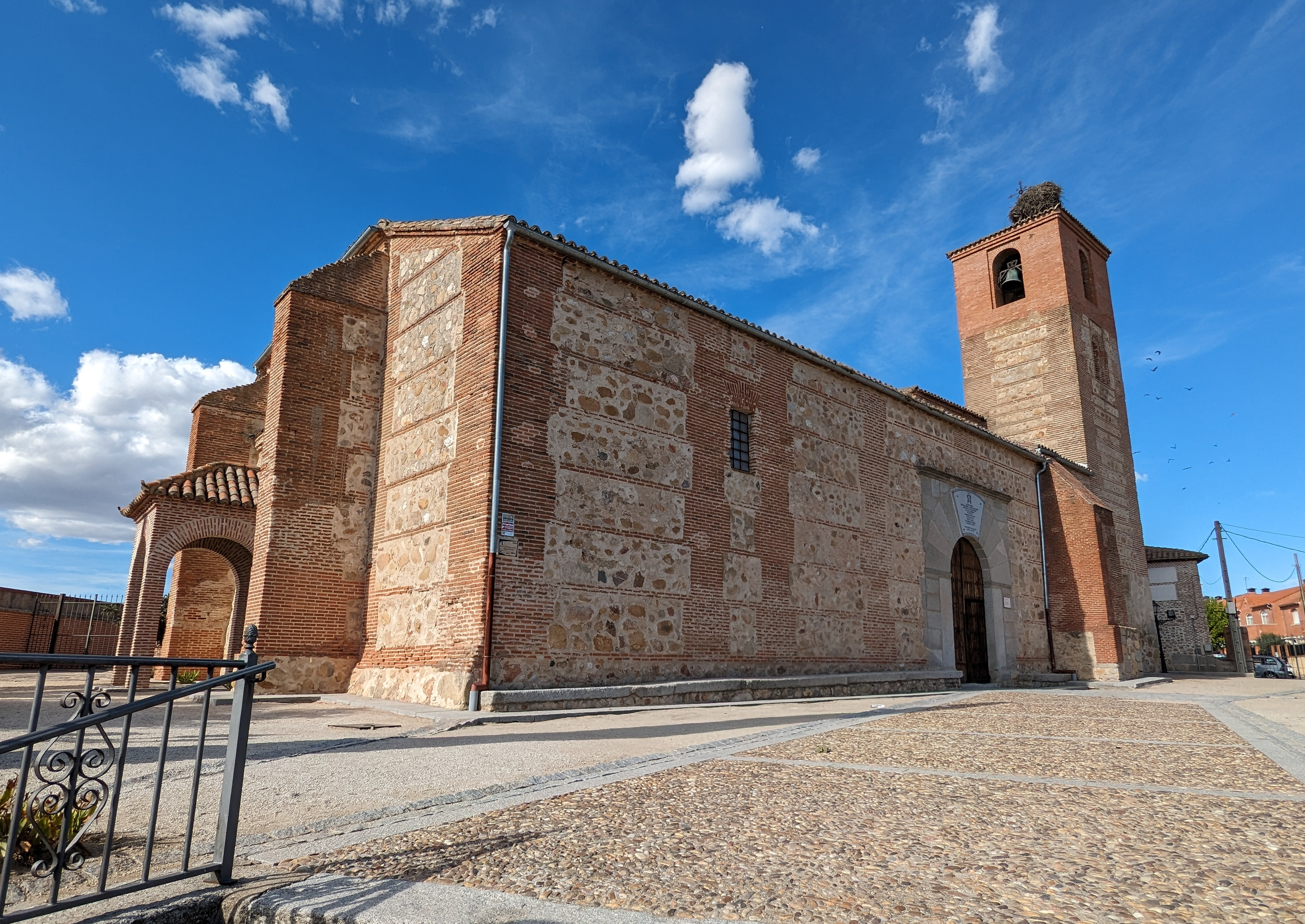
Iglesia de Santa Catalina de Alejandría

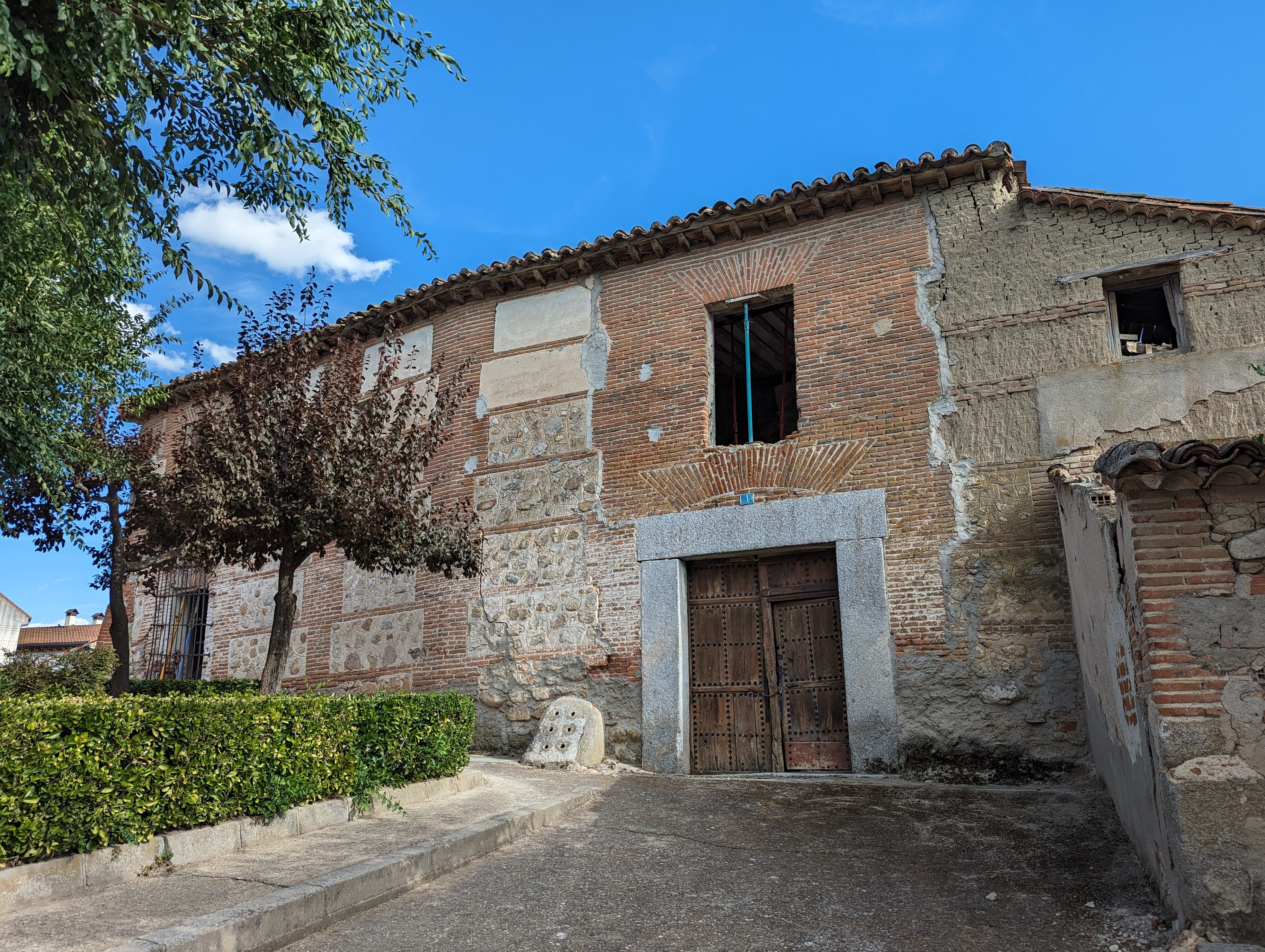
Antiguo hospital de pobres y viandantes

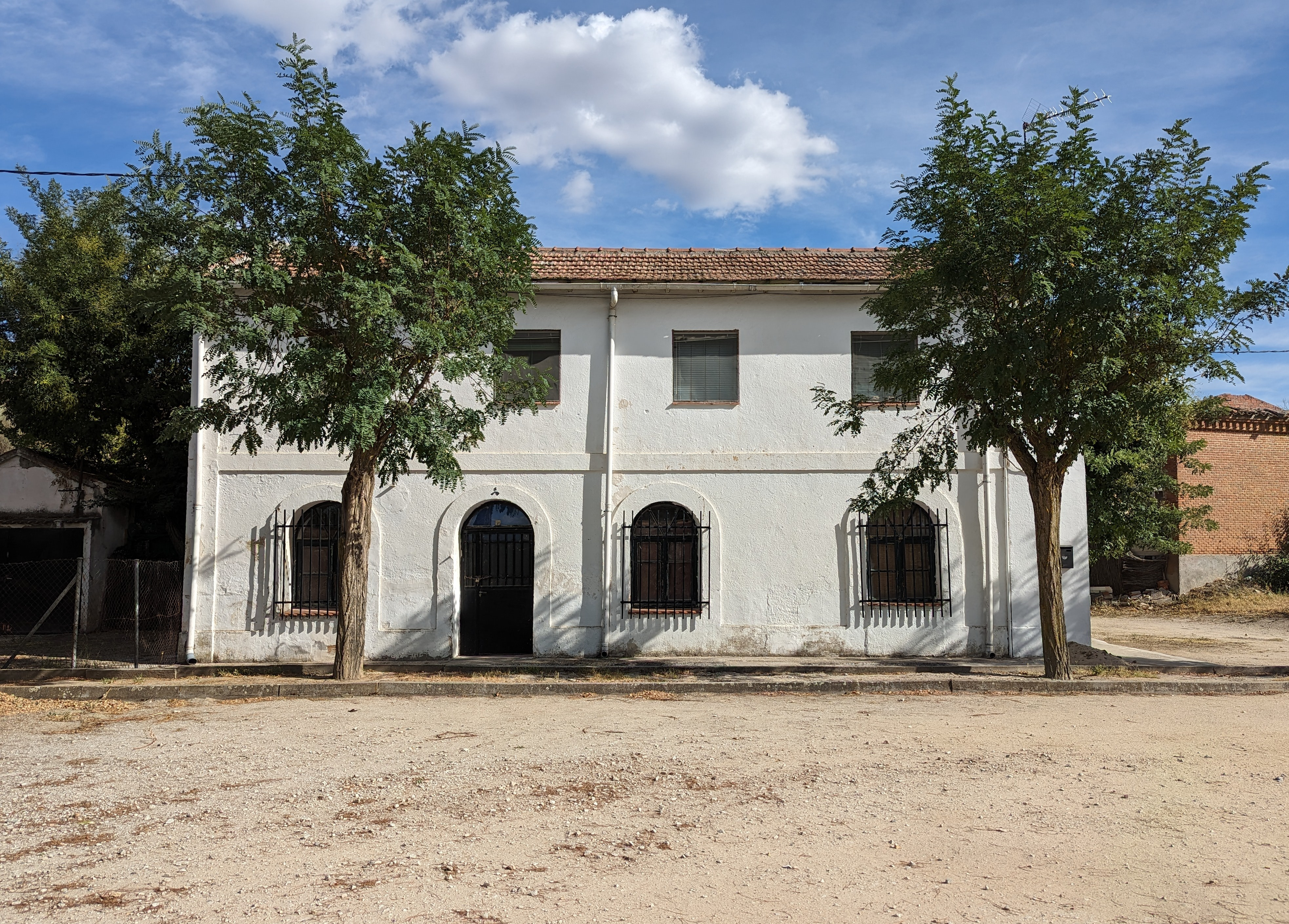
Antigua estación de ferrocarril, de la línea Madrid-Almorox

| Gráfica de evolución demográfica de Villamanta entre 1842 y 2021                                                      |
| |
| Población de derecho según los censos de población del INE. Población de hecho según los censos de población del INE. |

## Transporte
Villamanta tiene 5 líneas de autobús que comunican este municipio con otros de la zona y a su vez, con la capital, de forma directa. Son operadas por la empresa Interbus y son:
| Línea | Recorrido                                                  |
| ----- | ---------------------------------------------------------- |
| 541   | Madrid (Príncipe Pío) - Villamanta - La Torre E. Hambrán   |
| 545   | Madrid (Príncipe Pío) - Cenicientos - Sotillo de la Adrada |
| 546   | Madrid (Príncipe Pío) - Rozas de Puerto Real - Casillas    |
| 547   | Madrid (Príncipe Pío) - Villa del Prado - Aldea en Cabo    |
| 548   | Madrid (Príncipe Pío) - Aldea del Fresno - Calalberche     |

## Símbolos
El escudo heráldico que representa al municipio fue aprobado de manera oficial el 11 de febrero de 1988 con el siguiente blasón:

Escudo partido. Primero: de gules, un acueducto de dos órdenes, de plata, mazonado de sable y puesto sobre diez peñascos de lo mismo. Segundo: cuartelado; primero y cuarto con un lobo pasante de sable, en campo de plata; segundo y tercero, en campo de azur, una flor de lis de oro. Al timbre, Corona Real cerrada.
Boletín Oficial del Estado nº 62 de 12 de marzo de 1988

La bandera es descrita de la siguiente manera en el Reglamento de Organización y Funcionamiento del Ayuntamiento:

Consta de dos franjas laterales, una azul y otra amarilla, que ocuparán respectivamente la mitad del conjunto de la bandera cada una, figurando sobre ella el escudo heráldico municipal.
Boletín Oficial de la Comunidad de Madrid nº 81 de 6 de abril de 2009

## Educación
En Villamanta existen distintos centros formativos. Uno de ellos es la guardería pública La estación, para niños de cero hasta tres años de edad. Hay un único colegio, el CEIP San Dámaso, de Educación Infantil y Primaria. Este debe su nombre al papa San Dámaso I del que se dice nació en Villamanta y cuya reliquia se venera en la Parroquia del municipio.